# SERF2
SERF2 (англ. Small EDRK-rich factor 2) – білок, який кодується однойменним геном, розташованим у людей на короткому плечі 15-ї хромосоми. Довжина поліпептидного ланцюга білка становить 59 амінокислот, а молекулярна маса — 6 900.
| 10         |  | 20         |  | 30         |  | 40         |  | 50         |
| ---------- |  | ---------- |  | ---------- |  | ---------- |  | ---------- |
| MTRGNQRELA |  | RQKNMKKQSD |  | SVKGKRRDDG |  | LSAAARKQRD |  | SEIMQQKQKK |
| ANEKKEEPK  |  |            |  |            |  |            |  |            |

A: Аланін

D: Аспарагінова кислота

E: Глутамінова кислота

G: Гліцин

I: Ізолейцин

K: Лізин

L: Лейцин

M: Метіонін

N: Аспарагін

P: Пролін

Q: Глутамін

R: Аргінін

S: Серин

T: Треонін

Задіяний у такому біологічному процесі, як альтернативний сплайсинг. 